# Yume de aimashō
Yume de aimashō (trad. vediamoci in sogno) è un film del 1962 diretto da Kōzō Saeki.
Pellicola di produzione giapponese avente come interpreti principali Mie Nakao, Junko Ikeuchi e Natsuko Kahara, mai distribuita in Italia.